# Pseudorabdion saravacense
Pseudorabdion saravacense là một loài rắn trong họ Rắn nước. Loài này được Shelford mô tả khoa học đầu tiên năm 1901.